# Freud (Mondkrater)

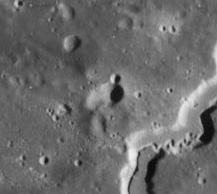
Freud (Mondkrater), 1967

Freud ist ein sehr kleiner Einschlagkrater auf einer Hochebene im Oceanus Procellarum im nordwestlichen Teil der Mondvorderseite. Er liegt wenige Kilometer westlich des Vallis Schröteri. Dieses große, gewundene Tal beginnt nördlich des Kraters Herodot und windet sich von dort nach Norden, dann nach Nordwesten und schließlich in südwestliche Richtung, bis es das Ufer des Mondozeans erreicht.